# ホイリゲ

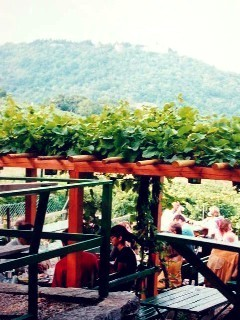
ホイリゲ

ホイリゲ(ドイツ語: Heuriger, die Heurige, heurige, バイエルン・オーストリア語: da Heiriga, da Heiricha)とは、オーストリア東部に見られるワイン酒場。ワインの作り酒屋が自家製ワインを売る、というのが建前なのでビールなどはなく、料理も簡単な家庭料理をセルフ・サービス方式で頼むところが多い。ワインは主に白ワインで、ジョッキ型のグラスに入っている。肉の燻製、ピクルス、黒パン、ゆで卵、生のトマトなどが料理として出される。
ホイリゲは酒場以外に、イギリスのパブのように社交場として機能も有している。

## 歴史
17世紀後半、オスマン帝国との戦争でウィーン市内ではワインを入手しにくくなったため、人々がウィーン郊外の農家に自家製ワインを買い出しに行くようになったのが始まりとされる。
1789年、当時の神聖ローマ帝国皇帝ヨーゼフ2世がウィーンの農家に自家製ワインの販売許可を発令して以来、毎年11月11日に樽を開封し、向こう一年間その年の新酒を販売するようになった。ホイリゲとは本来、「今年の」新酒をさすのである。
その後、自家製ワインと簡単な食事を提供する店の営業が許可されたのをきっかけとして、自家製「ホイリゲ」と料理を自宅の庭等で提供する居酒屋を「ホイリゲ」と呼ぶようになった。

## サービス

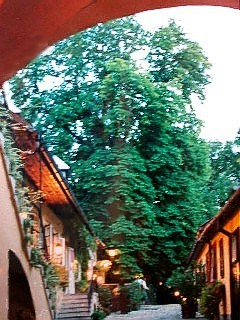
ホイリゲ

本来のホイリゲは小さな店であり、店の主人は自分で栽培したブドウで醸造したオリジナルのワインを提供していた。新酒ができると店の軒先にモミなどの木の枝を束ねたものが吊るされ、客や新酒の評論家は酒を求めて店に集まった。店主の中にはワインが無くなると次の収穫まで店じまいをする者もいた。
自家製ワインを出し、簡単な料理しか出さない居酒屋を特にブッシェンシャンクという。現在もグリンツィング（en:Grinzing）の街など、ウィーン郊外9か所ほどに、ホイリゲで有名な町が点在している。しかし、ホイリゲという名称は商標登録されていないことから、近年では自家製ワインを出さないホイリゲ風レストランがホイリゲと名乗って観光客目当てに営業を行うケースが増加している。観光地として有名なグリンツィングにはブッシェンシャンクはもうほとんど残っていない。
ホイリゲの経営について大友由紀子は「ぶどう栽培からワイン醸造ならびに飲食店経営まで、幅広い知識と技術が必要なため、後継者はマイスター資格を取得することが多い」と指摘している

## シュランメル音楽
夕方以降のホイリゲにいくと、バイオリンを主体とした小グループによる郷土音楽の演奏によく会う。これがシュランメル音楽である。
19世紀半ばにウィーンで活躍していたシュランメル兄弟がホイリゲで演奏を始め、評判になったのが始まりといわれる。